# Nimruz
Nimruz è una provincia dell'Afghanistan di 141 000 abitanti, che ha come capoluogo Zaranj. Confina con le province di Farah a nord e di Helmand a est, con il Pakistan (Belucistan) a sud e l'Iran (regione di Sistan e Baluchistan) a ovest.

## Amministrazioni
La provincia di Nimruz è divisa in 5 distretti:

Distretti di Nimruz.

- Charborjak
- Chakhansur
- Kang
- Khash Rod
- Zaranj